# Eubaphe sulcifera
Eubaphe sulcifera là một loài bướm đêm trong họ Geometridae.